# Emil Molt

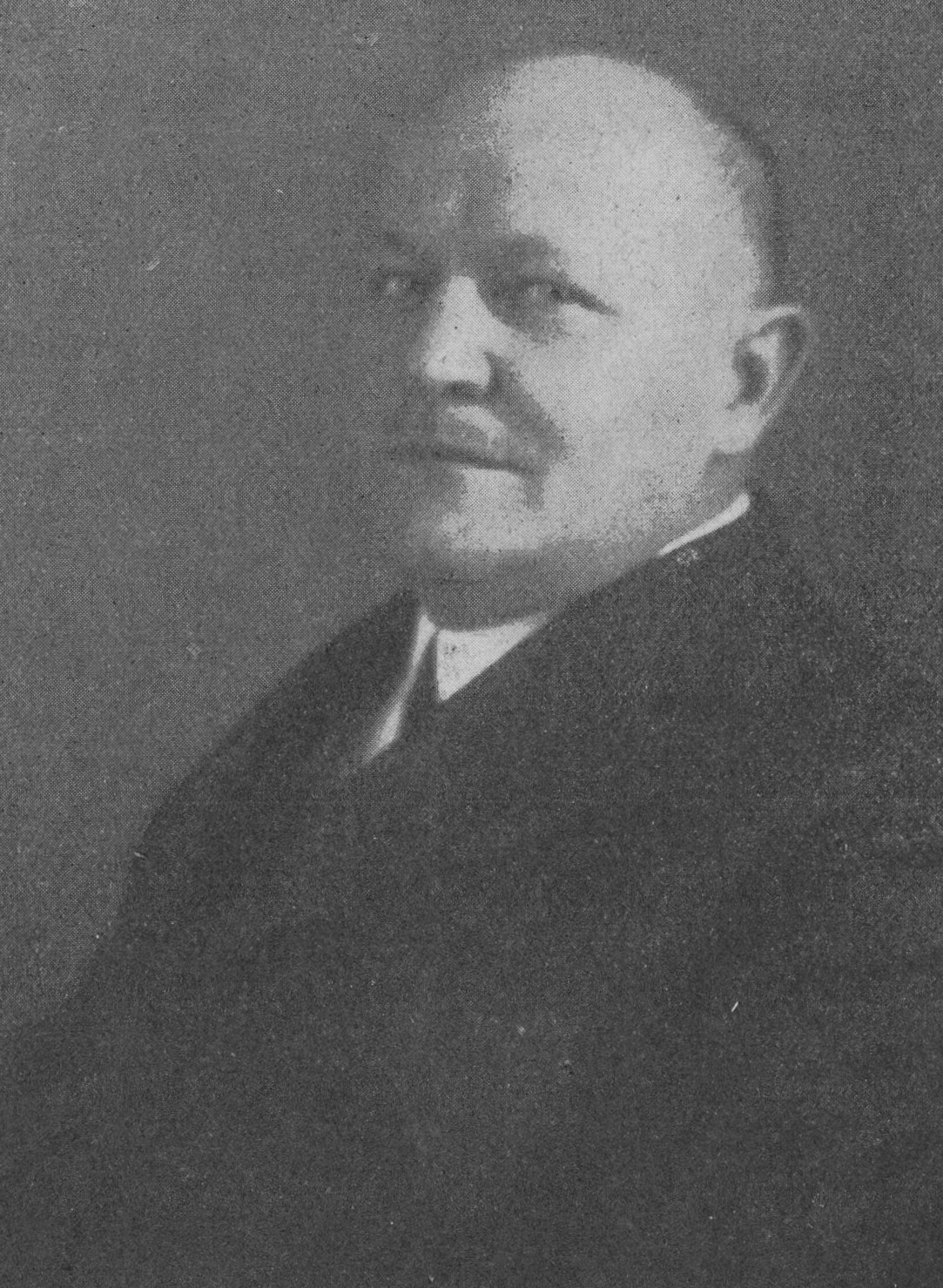
Emil Molt, um 1928

Emil Molt (* 14. April 1876 in Schwäbisch Gmünd; † 16. Juni 1936 in Stuttgart) war ein deutscher Unternehmer, Sozialreformer, Theosoph und Anthroposoph. Er war Gründer der ersten Waldorfschule. 

## Leben und Werk

### Persönlicher Werdegang

Zigaretten der Waldorf-Astoria-Zigarettenfabrik

Emil Molt wurde 1876 in Schwäbisch Gmünd als einziges „lebensfähiges“ Kind – mindestens zwei starben kurz nach der Geburt – von Conrad Jacob Molt und Marie Friedericke Göller geboren. Der Vater war Bäcker und Konditor sowie Inhaber einer Kolonialwarenhandlung. Nach dem Tod des Vaters 1883 verkaufte die Mutter das Geschäft und zog zu ihrem Bruder Gustav in dessen Pfarrhaus nach Alfdorf und einige Zeit darauf weiter nach Stuttgart, wo sie eine kleine Kolonialwarenhandlung eröffnete. Als die Mutter 1889 starb, kam Molt in die Vormundschaft seines Onkels, der ihm den Besuch des Reallyzeums (heute Hermann Hesse-Gymnasium) in Calw ermöglichte. 1894 lernte er Berta Heldmaier (1876–1939) kennen, die er 1899 heiratete. 1906 wurde ihr Sohn Walter geboren, dazu nahmen sie noch einen Pflegesohn auf.

### Beruflicher Werdegang
Nach der Schulzeit absolvierte er eine dreijährige kaufmännische Lehre bei einem Calwer Handelshaus. Nach einem weiteren Jahr als kaufmännischer Angestellter in Calw und Ableistung des Militärdienstes nahm er 1896 eine Stelle bei einem griechischen Handelsunternehmen in Patras an. 1899 kehrte er nach Deutschland zurück und arbeitete bei einem Stuttgarter Zigarettenhändler. Hier kam er auf den Gedanken, sich in dieser Branche selbständig zu machen. Mit zwei Partnern gründete er 1906 die Waldorf-Astoria-Zigarettenfabrik in Stuttgart und Hamburg. Das Unternehmen stieg rasch auf und beschäftigte 1919 etwa 1.000 Mitarbeiter. Nach 1925 geriet die Firma mit ihren veralteten Produktionsanlagen zunehmend in Schwierigkeiten, und Molt musste 1929 die Aktienmehrheit an einen Konkurrenten – das Haus Neuerburg – abgeben, der die Fabrik umgehend liquidierte. Der Verlust des Unternehmens zehrte wohl auch an seiner Gesundheit: im 61. Lebensjahr erlag er in Stuttgart einem Herzleiden.

### Begegnung mit der Theosophie
Bereits 1900 kam Molt mit der modernen Theosophie in Berührung und lernte später Rudolf Steiner kennen, damals Generalsekretär der Deutschen Sektion der Theosophischen Gesellschaft (DSdTG), einem Ableger der Theosophischen Gesellschaft Adyar (Adyar-TG). 1906 wurde Molt zusammen mit seiner Frau Mitglied der DSdTG; beide nahmen regen Anteil an der Theosophie – im Stuttgarter Zweig trafen sie etwa auf die beiden führenden Mitglieder Adolf Arenson und Carl Unger – und besuchten eine Reihe von Steiners Vorträgen, in dessen Esoterische Schule sie 1908 aufgenommen wurden. Nach der Gründung der Anthroposophischen Gesellschaft folgten sie der Richtung Steiners und wurden Anthroposophen.

### Gründung der ersten Waldorfschule
Im November 1918 führte Molt ein Gespräch mit einem seiner Arbeiter. Dessen begabter Sohn konnte – ungewöhnlich für ein Arbeiterkind der damaligen Zeit – eine höhere Schule besuchen und sich durch die dort erworbene Bildung bessere berufliche Chancen erhoffen. Dadurch kam Molt auf den Gedanken, eine Schule für die Kinder der bei ihm beschäftigten Arbeiter einzurichten. Am 23. April 1919 hielt Steiner auf Einladung Molts in der Waldorf-Astoria-Fabrik in Stuttgart vor den Arbeitern einen Vortrag über diese Thematik. Molt fragte ihn daraufhin, ob eine derartige Bildungsstätte gegründet werden könnte, woraufhin Steiner in den folgenden Monaten mit einigen Helfern das Lehrerkollegium zusammenstellte, dieses ausbildete und den Schulbetrieb organisierte.
Molt kaufte aus seinen Privatmitteln ein Gebäude in Stuttgart an und stattete die Schule mit 100.000 Mark Anfangskapital aus. Am 7. September 1919 konnte die erste Waldorfschule mit anfangs acht Klassen eröffnet werden. Insgesamt waren es 256 Schüler, 191 davon Arbeiterkinder – ihr Schulgeld zahlte die Fabrik – sowie 65 Kinder aus bessergestellten, anthroposophischen Familien.
Molt förderte die Schule zeitlebens und bezahlte nach dem Verkauf seiner Firma die Schulgelder „seiner“ Arbeiterkinder persönlich weiter. Nach der nationalsozialistischen Machtergreifung setzte er sich mit aller Kraft gegen das drohende – im März 1938, knapp zwei Jahre nach seinem Tod, realisierte – Verbot der Waldorfschule ein.

## Schriften
- Emil Molt: Entwurf meiner Lebensbeschreibung. Mit einem dokumentarischen Anhang. Freies Geistesleben, Stuttgart 1972, ISBN 3-7725-0620-8.